# Saint-Symphorien-d’Ozon
Saint-Symphorien-d'Ozon település Franciaországban, Rhône megyében. Lakosainak száma 6076 fő (2022. január 1.). Saint-Symphorien-d’Ozon Feyzin, Communay, Corbas, Marennes, Sérézin-du-Rhône, Simandres és Solaize községekkel határos.

## Népesség
A település népessége az elmúlt években az alábbi módon változott:
| Lakosok száma | 5503 | 5678 | 5762 | 5735 | 5780 | 5789 | 5850 | 5965 | 6076 |
|               | 2013 | 2015 | 2016 | 2017 | 2018 | 2019 | 2020 | 2021 | 2022 |